# Eva Immermann
Eva Immermann, anfänglich als Eva Wegener geführt, (* 4. September 1913 im Deutschen Reich; † 2000) war eine deutsche Schauspielerin.

## Leben und Wirken
Eva Immermann stieß als Eva Wegener 1935 zur Filmschauspielerei, als sie mit kleinen Rollen in Produktionen ihres Schwiegervaters Paul Wegener auftrat. Festengagements an Bühnen sind zu dieser Zeit nicht feststellbar. Während des Zweiten Weltkriegs wirkte die Nachwuchsmimin, nunmehr als Eva Immermann, noch in drei weiteren Filmen mit, in denen sie jeweils eine Hauptrolle übernahm. 
Erst nach dem Krieg versuchte sich Eva Immermann kurzzeitig auch an der Bühne. In der Spielzeit 1947/48 sah man sie an Münchens Komödienhaus und in der Saison 1951/52, ihrer letzten, am Neuen Theater in Bayreuth. Dazwischen wirkte Immermann zum letzten Mal auch wieder in einem Film, ihrer einzigen Nachkriegsproduktion, mit – diesmal lediglich mit einer Nebenrolle. Anschließend zog sich Eva Wegener-Immermann ins Privatleben zurück.

## Filmografie (komplett)
- 1936: August der Starke
- 1936: Moskau – Shanghai
- 1937: Krach und Glück um Künnemann
- 1937: Herkules (Kurzfilm)
- 1937: Unter Ausschluß der Öffentlichkeit
- 1939: Silvesternacht am Alexanderplatz
- 1939: Es war eine rauschende Ballnacht
- 1941: Der Weg ins Freie
- 1941: Geheimakte WB 1
- 1943: Der unendliche Weg
- 1950: Gute Nacht, Mary / Die gestörte Hochzeitsnacht